# Urbanus Muyldermans
Urbain Jan Baptist Frans Muyldermans, né le 4 juillet 1883 à Malines et y décédé le 14 mai 1962, est un homme politique belge libéral.
Muyldermans fut comptable.

## Carrière
- Sénateur de l'arrondissement de Malines-Turnhout du 26 juin 1949-1950
- sénateur provincial de la province d'Anvers de 1954-1958

## Sources
- Blauw Archief